# Прожико, Галина Семёновна
Гали́на Семёновна Прожи́ко (род. 17 марта 1941 года) — советский и российский киновед и педагог. Доктор искусствоведения (2004). Заслуженный работник культуры Российской Федерации (2002), почётный кинематографист РФ.

## Биография

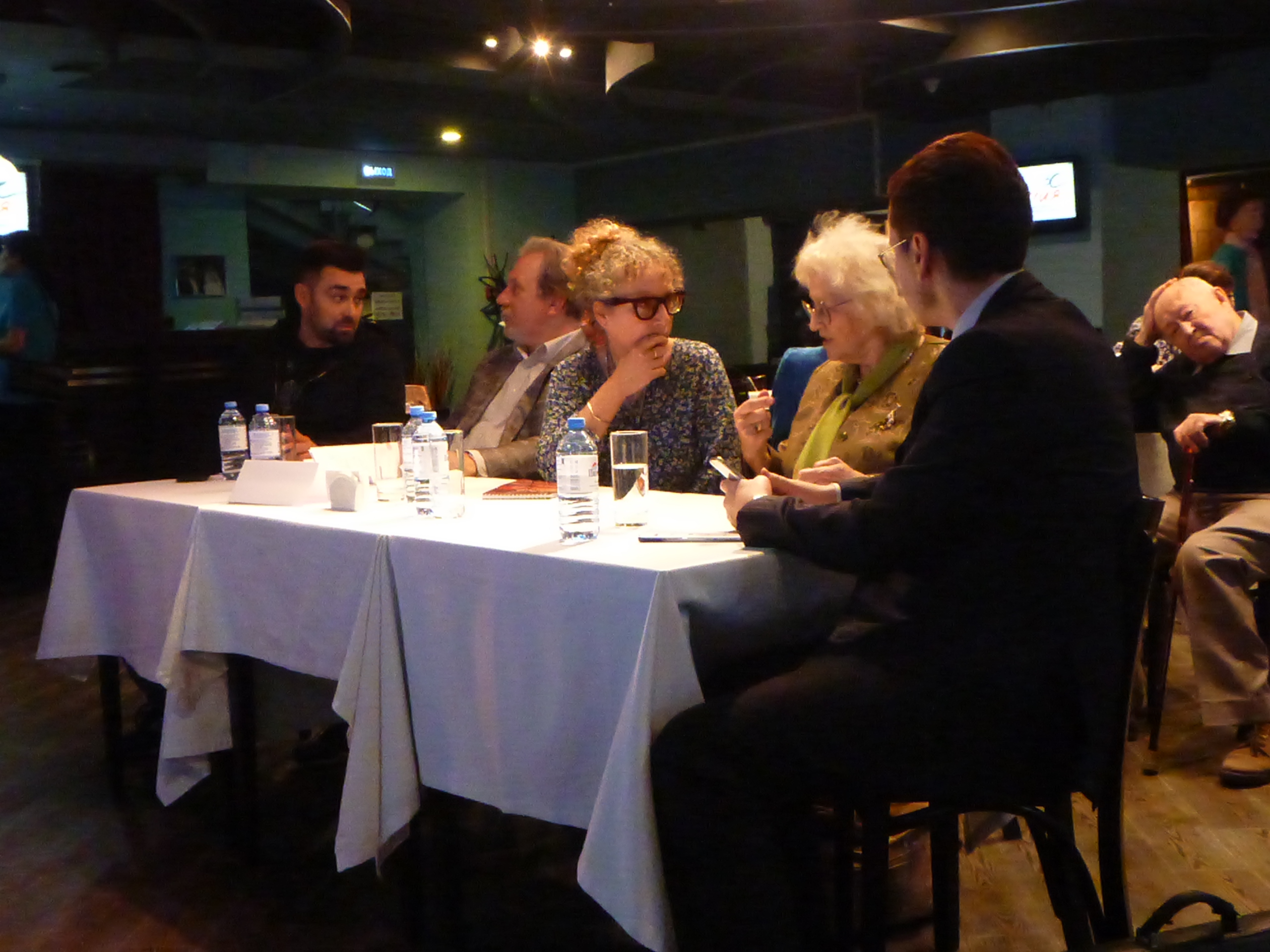
Галина Прожико (вторая справа) — председатель жюри кинофестиваля «Россия». Екатеринбург, октябрь 2019 года

В 1963 году окончила киноведческий факультет Всесоюзного государственного института кинематографии. В 1968 году защитила диссертацию на соискание учёной степени кандидата искусствоведения по теме «Документальный метод съёмки». В 1969 году вступила в КПСС. С 1969 года преподаёт во ВГИКе.
В 2004 году защитила диссертацию на соискание учёной степени доктора искусствоведения по теме «Концепция реальности в экранном документе». Профессор ВГИКа, профессор Института повышения квалификации работников телевидения.
С 1974 года преподает «Историю отечественного и зарубежного документального кино» на Высших курсах сценаристов и режиссёров.
Печатается с 1962 года. Автор статей по истории и критике документального кино и вопросам кинопериодики, а также учебных программ и методических разработок по проблемам неигрового кинематографа, автор сценариев более 20 документальных фильмов. Член Союза кинематографистов СССР и Союза кинематографистов России.

## Награды
- Заслуженный работник культуры Российской Федерации (15 апреля 2002 года) — за заслуги в области культуры и многолетнюю плодотворную работу[5].
- почётный кинематографист РФ.